# Cosmorhoe paradoxa
Cosmorhoe paradoxa är en fjärilsart som beskrevs av Edward Alfred Cockayne 1946. Cosmorhoe paradoxa ingår i släktet Cosmorhoe och familjen mätare. Inga underarter finns listade i Catalogue of Life.